# Joachim Auer

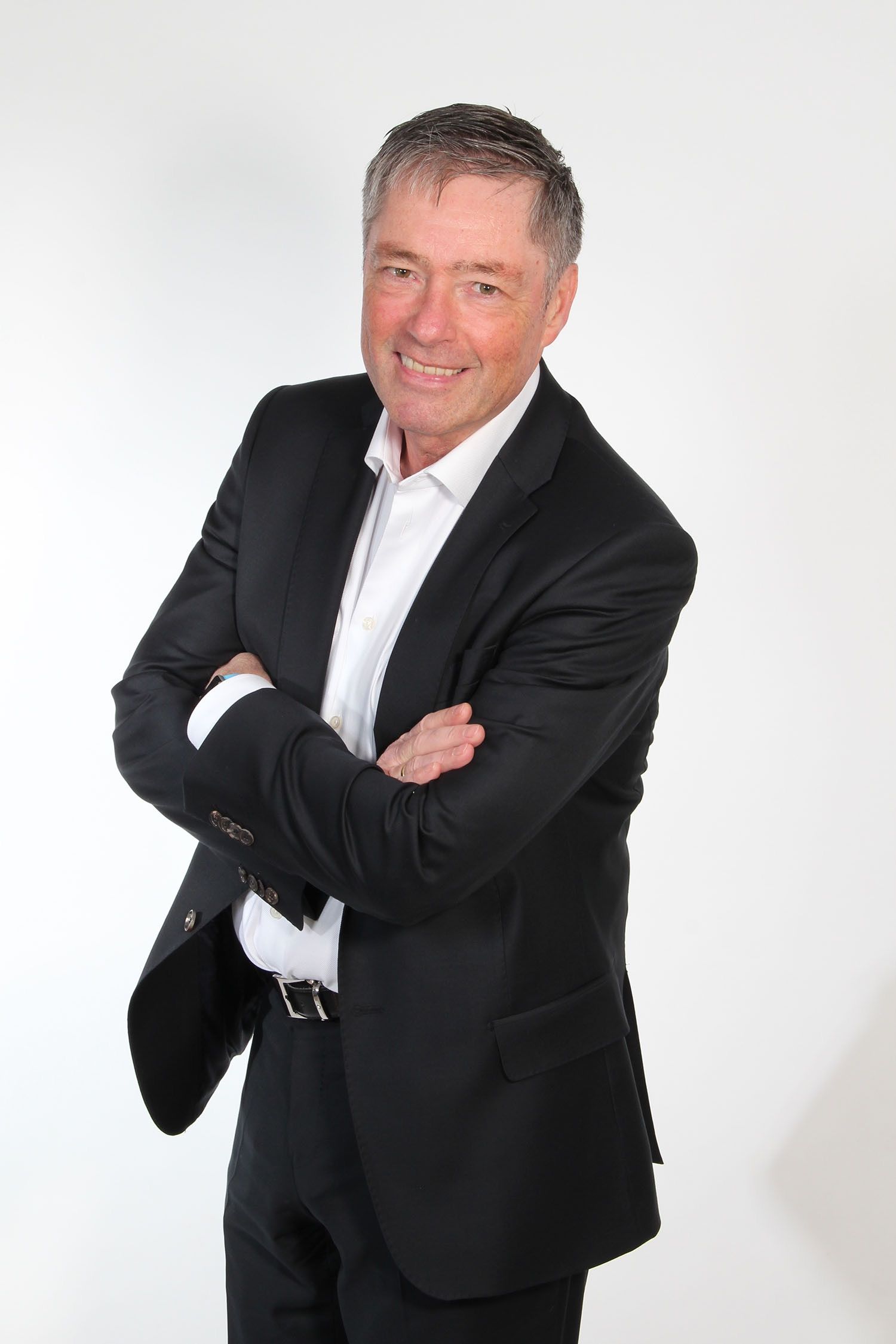
Joachim Auer (2016)

Joachim Auer (* 12. Juli 1953 in Heidelberg; † 4. Februar 2017 in Ilsenburg) war ein deutscher Politiker (CDU, DSU). Er war von 1990 bis 1994 Mitglied im Landtag von Sachsen-Anhalt und dort nacheinander Vorsitzender der CDU-Fraktion, der „Freien Fraktion“ und der DSU-Fraktion.

## Leben
Joachim Auer besuchte von 1964 bis 1972 das Bismarck-Gymnasium Karlsruhe und von 1972 bis 1973 ebenfalls in Karlsruhe das Friedrich-List Gymnasium. Nach dem Abitur arbeitete er von 1974 bis 1979 bei der Bundeswehrverwaltung (Wehrbereichsverwaltung V Stuttgart). Von 1975 bis 1979 war er Beamter in der Bundeswehrverwaltung. Danach war er von 1979 bis 1990 im Bereich Wirtschaftsberatung und Finanzdienstleistung selbständig tätig.
Auer wurde bei der ersten Landtagswahl in Sachsen-Anhalt 1990 im Landtagswahlkreis Bitterfeld I mit 45,5 % der Stimmen direkt in den Landtag gewählt. Bei der konstituierenden Sitzung der CDU-Fraktion am 16. Oktober 1990 wurde er zum Vorsitzenden der CDU-Fraktion gewählt. Er setzte sich mit 31 Stimmen gegen Peter Schenk und Michael Liwowski durch, die je acht Stimmen erhalten hatten. Auer war Mitglied des geschäftsführenden Landesvorstandes der CDU und Mitglied des Koalitionsausschusses der ersten Landesregierung von Sachsen-Anhalt. Außerdem gehörte er dem Stasi-Untersuchungsausschuss des Landtages an. 
Auer kritisierte in der Öffentlichkeit Ministerpräsident Gerd Gies wegen dessen Umgang mit belasteten Regierungsangestellten und trug damit zu dem Rücktritt von Gies 1991 bei. Auer sprach sich gegen die Wahl von Werner Münch zum neuen Ministerpräsidenten und später auch zum Landesvorsitzenden der CDU aus, konnte sich jedoch nicht durchsetzen. Auf dem Wolmirstedter Parteitag der CDU Sachsen-Anhalt Ende November 1991 wurde Münch mit 134 von 247 abgegebenen Stimmen gewählt. Daraufhin erklärte Auer seinen sofortigen Rücktritt als Fraktionsvorsitzender und seinen Austritt aus der CDU. 

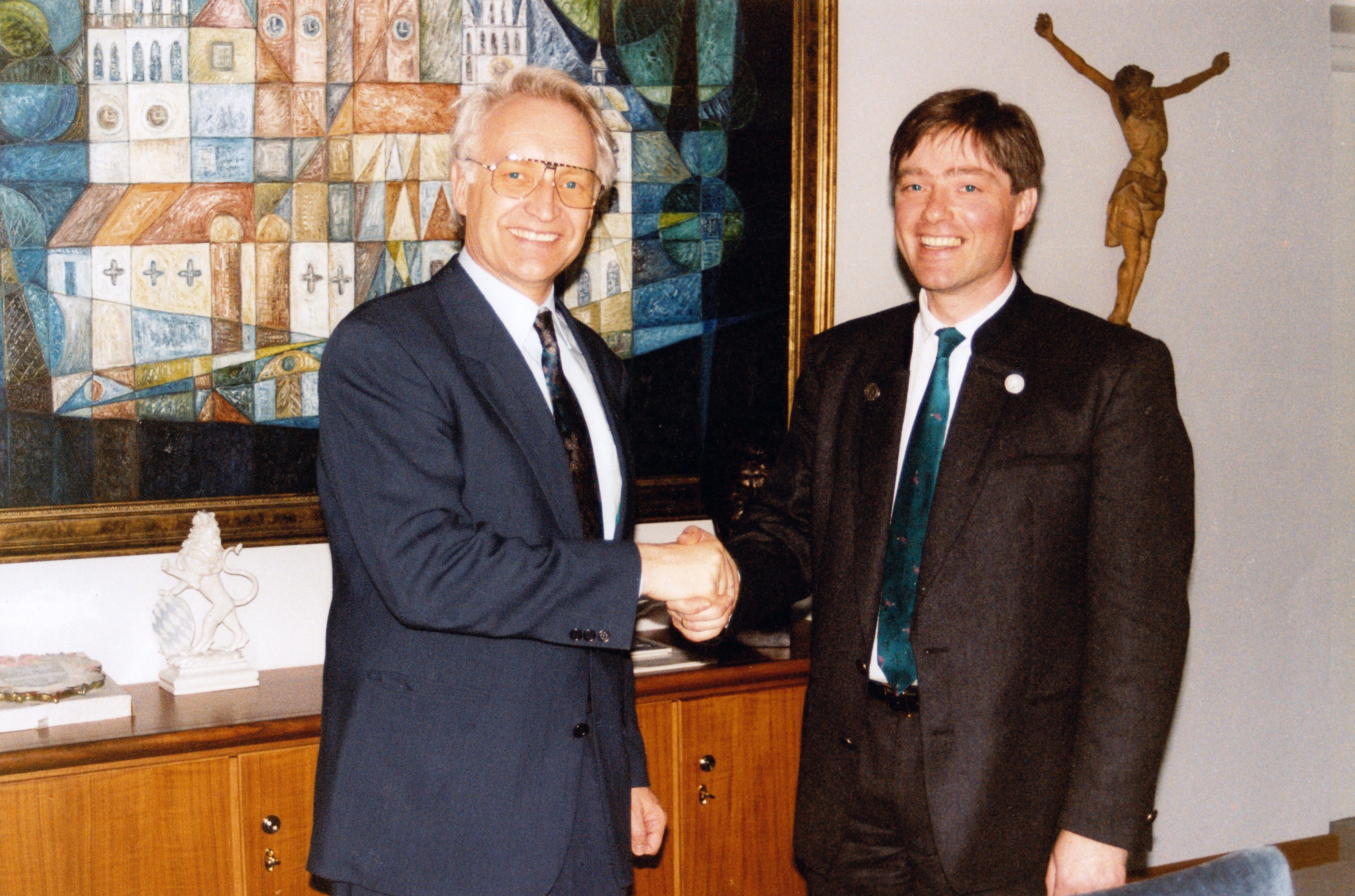
Joachim Auer und Edmund Stoiber (1992)

Am 18. Dezember 1991 bildete er mit den bisherigen CDU-Abgeordneten Gerhard Mitschke, Karsten Knolle und Bernd Scheffler sowie dem früheren SPD-Parlamentarier Jürgen Angelbeck die „Freie Fraktion“ und war bis Januar 1992 deren Vorsitzender. Die Fraktion löste sich auf, nachdem Knolle zur CDU zurückgekehrt war. Am 6. Januar 1992 trat Auer der Deutschen Sozialen Union (DSU) bei, die von der bayerischen CSU unterstützt wurde. Daraufhin verließ auch Angelbeck die Freie Fraktion. Anfang Mai 1992 bildeten Auer und Mitschke, der CDU-Abgeordnete Braun, die SPD-Abgeordnete Bärbel Ballhorn und der PDS-Parlamentarier Hans-Gerd Glück die DSU-Fraktion. In dieser fungierte Auer wiederum als Vorsitzender. Anfang Mai 1993 schloss sich Eckhard Schneider der DSU-Fraktion an, woraufhin Auer austrat. Im Sommer 1993 gründete er auf dem Brocken die Mitteldeutsche Partei. Im Februar 1994, kurz vor dem Ende der Legislaturperiode, bildete Auer mit Ballhorn, Glück, Mitschke sowie den ehemaligen FDP-Mitgliedern Gerd Brunner und Wilfried Hofmann die Fraktion Unabhängiger Abgeordneter (FUA). Mit der Landtagswahl 1994 schied er aus dem Parlament aus.
Wegen Untreue in mehreren Fällen verurteilte das Landgericht Magdeburg Auer im Dezember 1997 zu 15 Monaten Freiheitsstrafe, die zur Bewährung ausgesetzt wurde, und 200 Stunden gemeinnütziger Arbeit. Er hatte als DSU-Fraktionsvorsitzender Gelder der Fraktion in Höhe von insgesamt 110.000 DM für private Zwecke ausgegeben.